# 2001年印第安維爾斯大師賽
2001年印第安維爾斯大師賽于2001年3月8日至3月18日在美國印第安維爾斯舉行，為第25屆賽事，ATP是大師系列賽，WTA是一級錦標賽。

## 冠軍
单打列出冠亚军以及决赛比分，双打列出冠军组合。

### 男子單打
安德烈·阿加西 擊敗  皮特·桑普拉斯（6–1, 6–1）
- 這是安德烈·阿加西職業生涯第47個單打冠軍。

### 女子單打
小威廉絲 擊敗  金·克萊斯特爾斯（4–6, 6–4, 6–2）
- 這是莎蓮娜·威廉絲職業生涯第9個單打冠軍。

### 男子雙打
韋恩·費雷拉 /  耶夫格尼·卡费尔尼科夫

### 女子雙打
妮科莱·阿倫特 /  杉山愛

## 外部連結
- 官方網站